# Ödön Rádl
Ödön Rádl (Lugașu de Jos, 30 de marzo de 1856-Oradea, 20 de diciembre de 1916) fue un jurista y escritor rumano en húngaro.
Estudió derecho en Oradea. Fue amigo de Kálmán Tisza e István Tiszaa. Escribió para varias publicaciones (Nagyváradi Lapok, Tiszavidék…) y fue miembro del Partido Liberal y de Petőfi Társaság. Endre Ady criticó su conservadurismo.

## Obra
- Levelek egy német faluból (1870)
- Szomorú történetek (1871)
- Jean Paul (1872)
- Egy tél Olaszhonban (1872)